# Spółgłoska nosowa zębowa
Spółgłoska nosowa zębowa – rodzaj dźwięku spółgłoskowego występujący w językach naturalnych. W międzynarodowej transkrypcji fonetycznej IPA oznaczanej symbolem: [n̪].

## Artykulacja

### Opis
W czasie artykulacji podstawowego wariantu [n̪]:
- modulowany jest prąd powietrza wydychanego z płuc, czyli jest to spółgłoska płucna egresywna
- Mimo iż dochodzi do zablokowania przepływu powietrza przez tor ustny jamę ustną, podniebienie miękkie jest opuszczone i powietrze uchodzi przez nos – jest to spółgłoska nosowa
- prąd powietrza w jamie ustnej przepływa ponad całym językiem lub przynajmniej powietrze uchodzi wzdłuż środkowej linii języka – jest to spółgłoska środkowa
- język kontaktuje się z zębami, tworząc zwarcie – jest to spółgłoska zębowa.
- wiązadła głosowe periodycznie drgają, spółgłoska ta jest dźwięczna

### Warianty
Opisanej powyżej artykulacji może towarzyszyć dodatkowo:
- wzniesienie środkowej części grzbietu języka w stronę podniebienia twardego, mowa wtedy o spółgłosce zmiękczonej (spalatalizowanej): [n̪ʲ]
- wzniesienie tylnej części grzbietu języka w kierunku podniebienia tylnego, mowa wtedy o spółgłosce welaryzowanej: [n̪ˠ]
- przewężenie w gardle, mowa wtedy o spółgłosce faryngalizowanej spółgłosce: [n̪ˤ]
- zaokrąglenie warg, mowa wtedy o labializowanej spółgłosce [n̪ʷ]

## Przykłady
- w języku polskim: nos [n̪ɔs]
- w języku arabskim: قرن [qɑrn̪] „stulecie”
- w języku hiszpańskim: nada [ˈn̪að̞a] „nic”
- w języku nowogreckim: άνθρωπος [ˈan̪θro̞po̞s] „człowiek”
- w języku rosyjskim: нога [n̪a'ga] „noga”